# Mikayil Jabbarov
Mikayil Jabbarov, né le 19 septembre 1976 à Bakou, est l'actuel ministre de l'Économie de la république d'Azerbaïdjan (à partir de 2019), ministre des impôts de la république d'Azerbaïdjan (2017-2019), ministre de l'Éducation de la république d'Azerbaïdjan (2013-2017), directeur de l'administration de la réserve historique et architecturale d'État d'Itchericheher auprès du cabinet des ministres de la république d'Azerbaïdjan (2009-2013), vice-ministre du développement économique de la république d'Azerbaïdjan (2004-2009). Président de la Fédération azerbaïdjanaise de badminton (depuis 2015), président de la Fédération azerbaïdjanaise d'escrime (depuis 2017).

## Biographie
Mikayil Jabbarov est né à Bakou le 19 septembre 1976.
En 1992-1997 il a étudié à l'université d'État de Bakou, diplômé du département de droit international avec distinction.
En 1997-1998 il a obtenu le diplôme LL.M de l'université du Pacifique (Sacramento, Californie, États-Unis).
En 2004 Mikayil Jabbarov a obtenu la  maîtrise en économie de l'université économique d'État d'Azerbaïdjan.

## Carrière
1995 - Début de carrière dans le secteur bancaire.
Depuis 1999 - Membre de l'Association du Barreau de l'État de New York.
1999-2002 - Avocat dans le secteur privé.
2002-2003 - Conseiller auprès du ministre, ministère du Développement économique.
2003-2004 - Président de la Fondation d'Azerbaïdjan pour la promotion des exportations et des investissements (AZPROMO).
20 février 2004 - Par décret du président de la République azerbaïdjanaise, a nommé le vice-ministre du développement économique. Coordination des activités liées à la coopération avec les institutions financières internationales, les relations économiques extérieures, la politique d'investissement étranger, les questions juridiques à l'arbitrage international et la gouvernance d'entreprise.
6 mars 2009 - Par décret du président de la république d'Azerbaïdjan, a nommé le directeur de l'administration de la réserve historique et architecturale d'État d'Itchericheher auprès du Cabinet des ministres de la république d'Azerbaïdjan.
19 avril 2013 - Par décret du président de la république d'Azerbaïdjan a nommé le ministre de l'Éducation.
16 juin 2017 - Par décret du président de la république d'Azerbaïdjan nommé coprésident de la Commission mixte Azerbaïdjan-Israël.
5 décembre 2017 - Par décret du président de la république d'Azerbaïdjan nommé au poste de ministre des impôts.
17 mars 2018 - Par décret du président de la république d'Azerbaïdjan nommé coprésident de la Commission intergouvernementale de coopération bilatérale entre le gouvernement de la république d'Azerbaïdjan et le gouvernement de la république de Lituanie.
17 mars 2018-2 mars 2020 - Co-présidé la Commission mixte pour promouvoir la coopération économique entre le gouvernement de la république d'Azerbaïdjan et le gouvernement de la république de Croatie
10 octobre 2018 - Par décret du président de la république d'Azerbaïdjan, a reçu un rang spécial de conseiller des services fiscaux de l'État de 3e classe.
9 février 2019 - Par décret du président de la république d'Azerbaïdjan, a reçu un rang spécial de conseiller des services fiscaux d'État de 2e classe.
23 octobre 2019 - Par décret du président de la république d'Azerbaïdjan nommé au poste de ministre de l'économie
4 décembre 2019 - Par décret du président de la république d'Azerbaïdjan nommé coprésident de la commission mixte entre le gouvernement de la république d'Azerbaïdjan et le gouvernement des Émirats arabes unis sur la coopération économique, commerciale et technique.
2 mars 2020 - Par décret du président de la république d'Azerbaïdjan nommé coprésident de la commission mixte entre le gouvernement de la république d'Azerbaïdjan et le gouvernement du Conseil fédéral suisse.
2 mars 2020 - Par décret du président de la république d'Azerbaïdjan nommé vice-président de la commission intergouvernementale mixte entre la république d'Azerbaïdjan et la Géorgie sur la coopération économique
4 janvier 2021 - Par décret du président de la république d'Azerbaïdjan nommé membre du conseil de surveillance de «Fonds de renaissance du Karabakh».
23 janvier 2021 - Par décret du président de la république d'Azerbaïdjan a nommé le président du conseil de surveillance de la compagnie pétrolière nationale de la république d'Azerbaïdjan

## Activité sociale
1994-1997 - Président du Club des Jeux Intellectuels "Atachgah".
1996-1997 - Vice-président du Forum des organisations de jeunesse azerbaïdjanaises.
1997 - Le premier joueur intellectuel azerbaïdjanais à participer à la série d'été du "Quoi? Où? Quand?" jeu intellectuel. Un membre vétéran du "Quoi? Où? Quand?" Club de télévision de Bakou. Vainqueur des jeux du club du 5e anniversaire.
2009 - Obtention de la citoyenneté d'honneur de Tbilissi (Géorgie).
Depuis 2015 - Président de la Fédération azerbaïdjanaise de badminton.
Depuis 2017 - Président de la Fédération d'Azerbaïdjan d'escrime

## Travail au ministère de l'Économie
Le 20 novembre 2019, le ministre azerbaïdjanais de l'Économie, Mikayil Jabbarov, a été élu président du Conseil de coordination des chefs des services fiscaux des États membres de la CEI.
Le 6 décembre 2019, une conférence internationale consacrée au 20e anniversaire de TRACECA s'est tenue à Bakou.
Le 6 décembre 2019, la République d'Azerbaïdjan assume officiellement la présidence de la Commission intergouvernementale TRACECA.
Le 9 décembre 2019, une usine pharmaceutique a été ouverte à Pirallahi.
Le 9 décembre 2019, la fondation d'une nouvelle usine a été posée dans la zone industrielle de Hajigabul.
Le 9 décembre 2019, la république d'Azerbaïdjan et la fédération de Russie ont signé un protocole d'intention sur la coopération économique.
Le 10 décembre 2019, le premier Forum des jeunes entrepreneurs a eu lieu à Bakou. 
Le 3 février 2020, une conférence consacrée aux résultats de la première année de mise en œuvre du «Programme d'État pour le développement socio-économique des régions de la république d'Azerbaïdjan en 2019-2023» a eu lieu. 
Le 7 février 2020, l'Agence azerbaïdjanaise pour le développement des petites et moyennes entreprises (PME) a mis en service la première Maison des PME dans le rayon de Khatchmaz
Le 4 avril 2020, le Premier ministre de la république d'Azerbaïdjan a signé une décision approuvant le plan d'action sur la mise en œuvre du paragraphe 10.2 de l'ordonnance du président azerbaïdjanais n ° 1950 du 19 mars 2006 "Sur un certain nombre de mesures visant à réduire l'impact négatif du coronavirus (COVID-19) pandémie et, par conséquent, de fortes fluctuations de l'énergie et des marchés boursiers mondiaux sur l'économie de la république d'Azerbaïdjan, la stabilité macroéconomique, l'emploi et l'esprit d'entreprise ".
Le 6 avril 2020, l'ouverture d'une entreprise de production de masques médicaux  dans le parc industriel chimique de Sumqayıt
Le 8 avril 2020, selon le plan d'action adopté par le Conseil des ministres afin de réduire l'impact négatif sur les entités commerciales en raison de la pandémie de coronavirus, un programme de compensation des dommages causés aux entrepreneurs et à leurs employés par la pandémie de coronavirus a été lancé.
Le 4 mai 2020, l'Azerbaïdjan a lancé un nouveau mécanisme de remboursement d'une certaine partie de la taxe sur la valeur ajoutée.
Le 25 décembre 2020, le lauréat du «Projet le plus innovant de l'année» est devenu «ƏDV-ni geri al».
En 2020 - Augmentation des prêts concessionnels aux entrepreneurs.
Le 1er février 2020, le ministère de l'Économie de la république d'Azerbaïdjan et  Coca-Cola Bottlers LLC de l'Azerbaïdjan ont signé un protocole d'accord pour construire une nouvelle usine en Azerbaïdjan